# Francesco da Urbino

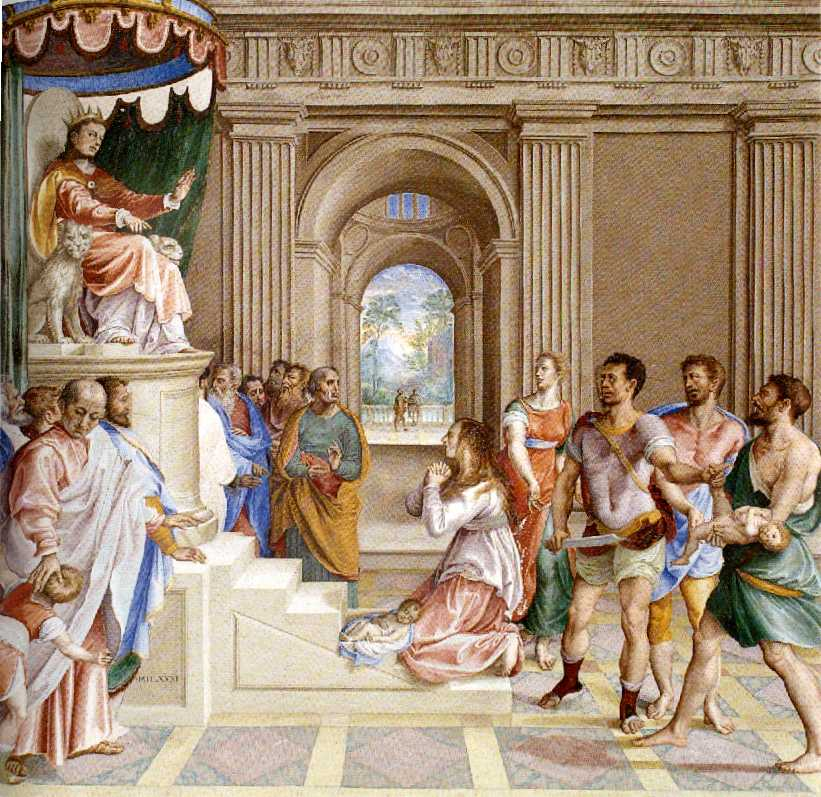
Francesco da Urbino, O julgamento de Salomão, 1581

Francesco da Urbino (1545-1582), foi um pintor italiano e artista.
Francesco nasceu em Urbino. Ele morreu em 1582. Uma de suas obras pode ser encontrada no Art Institute of Chicago.